# کامیکا
کامیکا (انگلیسی: CAMECA) شرکت تجهیزات پزشکی فرانسوی است، که در سال ۱۹۲۹ تأسیس شد.